# Lubieniecki Hrabia

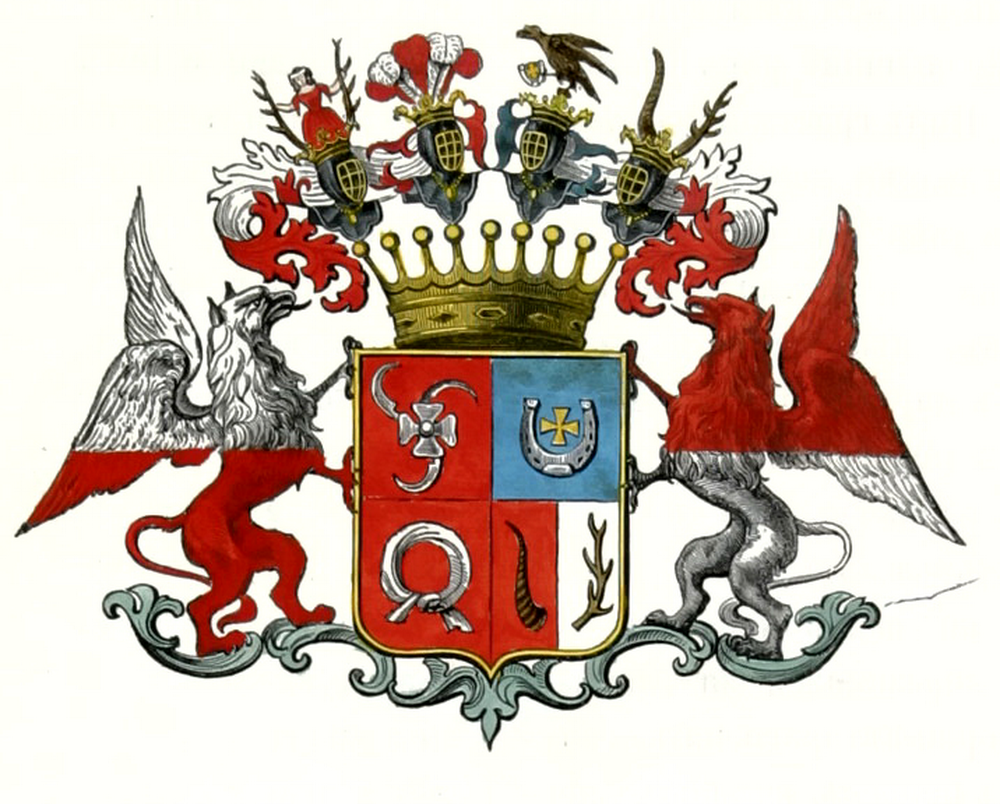
Herb Kajetana, Augustyna i Jana Kantego Lubienieckich według Pawliszczewa

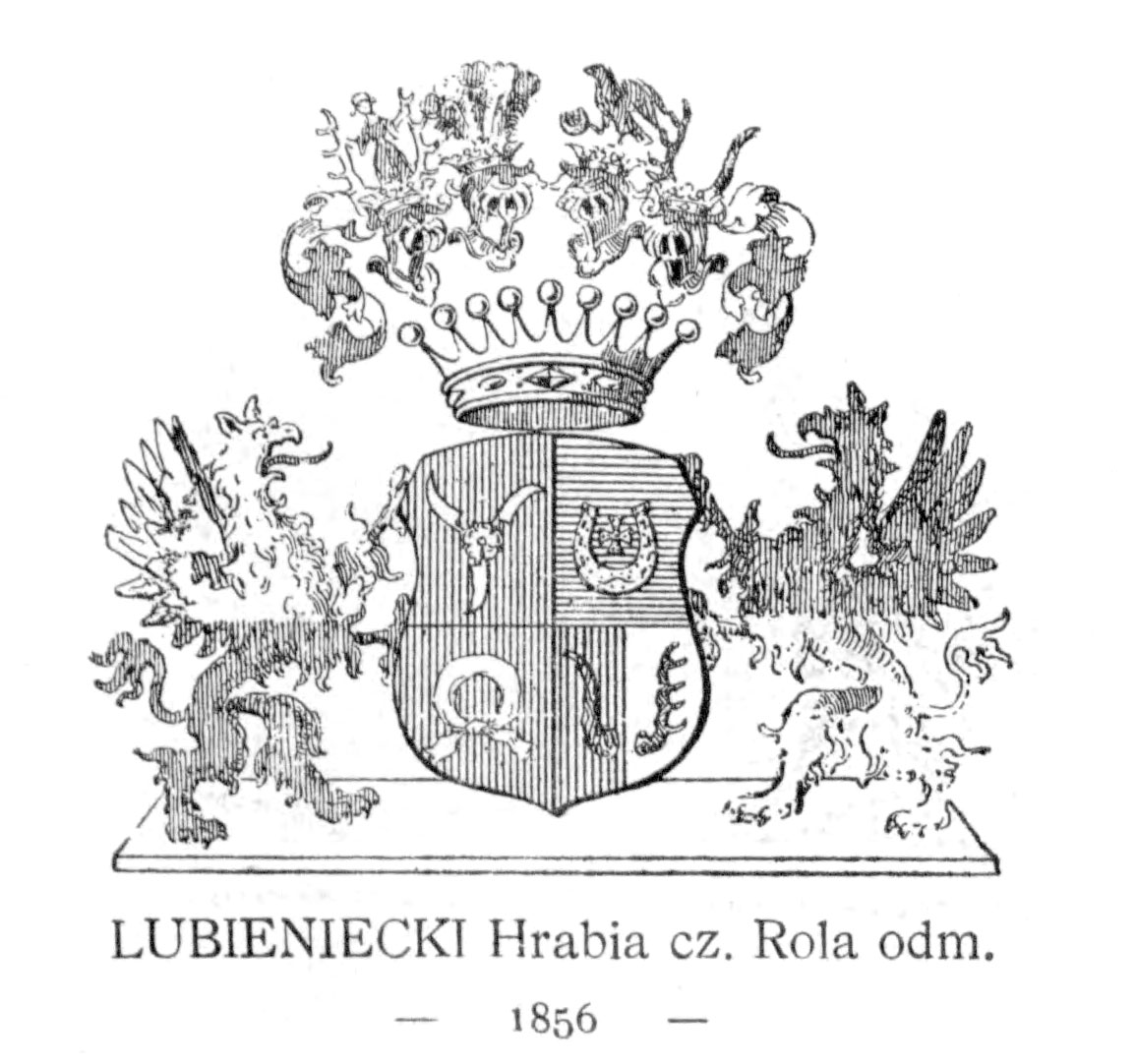
Ten sam herb wedle Ostrowskiego

Lubieniecki Hrabia − dwa polskie herby hrabiowskie, nadane wraz z tytułem w Galicji, odmiany herbu Rola.

## Opis herbu
Opisy stworzone zgodnie z klasycznymi zasadami blazonowania:
Herb Antoniego Lubienieckiego: Na tarczy dzielonej w krzyż w polu I czerwonym, trzy kroje kos srebrne 2 i 1 naokoło takiejż róży, w II błękitnym półksiężyc złoty, nad rogami którego po jednej takiejż gwieździe, między którymi strzała srebrna, w III czerwonym róg bawoli naturalny, w IV srebrnym róg jeleni naturalny. Na tarczy korona hrabiowska, nad którą cztery hełmy w koronach z klejnotami: I pięć piór strusich, srebrne między czerwonymi, II ogon pawi przeszyty strzałą, III orzeł dwugłowy czarny z cyfrą I.II. (Ioseph II) na piersi srebrną, IV róg bawoli obok rogu jeleniego jak w godle. Labry na hełmach I, III i IV czerwone, na II błękitne podbite srebrem. Trzymacze - na postumencie w formie dwóch stopni, dwa lwy złote.
Herb Kajetana, Augustyna i Jana Kantego Lubienieckich: Na tarczy dzielonej w krzyż w polu I czerwonym, trzy kroje kos srebrne 2 i 1 naokoło takiejż róży, w II błękitnym podkowa srebrna, z krzyżem kawalerskim złotym między ocelami, w III czerwonym nałęczka srebrna, IV dzielone w słup, z prawej srebrne, z lewej czerwone, z prawej róg bawoli naturalny, z lewej róg jeleni naturalny. Na tarczy korona hrabiowska, nad którą cztery hełmy w koronach z klejnotami: I pięć piór strusich, srebrne między czerwonymi, II jastrząb naturalny, trzymający podkowę z krzyżem jak w godle, III panna w sukni czerwonej, trzymająca się rogów jelenich naturalnych, IV róg bawoli obok rogu jeleniego jak w godle. Labry na hełmach I, III i IV czerwone, na II błękitne podbite srebrem. Trzymacze: dwa gryfy, prawy w pas srebrno-czerwony, lewo w pas czerwono-srebrny.

## Najwcześniejsze wzmianki
Oba herby nadane w Galicji 25 stycznia 1783 z tytułem hrabiowskim oraz predykatem hoch- und wohlgeboren (wysoko urodzony i wielmożny): Antoniemu Lubienieckiemu i jego bratankom: Kajetanowi, Augustynowi i Janowi Kantemu. Podstawą nadania dla Antoniego był urząd chorążego pilzneńskiego pełniony przez Antoniego, urząd jego ojca jako starosty i marszałka trybunału, oraz zasługi Antoniego dla dworu cesarskiego. Podstawą nadania dla Kajetana i innych był patent z 1775, wywód przed magnatami, dowody szlachectwa, urzędy senatorów i starostów wśród przodków, zasługi dla dworu cesarskiego.

## Symbolika
Oba herby są herbami genealogicznymi. Herb Antoniego zawiera w polu II Sasa matki Antoniego, Kumanieckiej z Kulczyc. Nie wiadomo, do kogo należał herb Rogala, zajmujący pola III i IV. Herb bratanków Antoniego zawiera w polu II Jastrzębiec matki Kajetana, Zborowskiej, w polu III Nałęcz matki Augustyna i Jana Kantego, Józefy Piegłowskiej. Herb Rogala jest niewyjaśniony.

## Herbowni
Jedna rodzina herbownych:
graf von Lubieniec Lubieniecki.

### Znani herbowni
- Jan Kanty Adam Lubieniecki
- Hipolit Lubieniecki
- Włodzimierz Lubieniecki
- Maria Lubieniecka − matka Henryka Dobrzańskiego "Hubala"